# (73016) 2002 ES58
(73016) 2002 ES58 – planetoida z pasa głównego asteroid okrążająca Słońce w ciągu 3,69 lat w średniej odległości 2,39 j.a. Odkryta 13 marca 2002 roku.